# Сентиментальный романс
«Сентиментальный романс» (фр. Romance sentimentale) — художественный фильм 1930 года, поставленный режиссёрами Григорием Александровым и Сергеем Эйзенштейном.

## Сюжет
Главная героиня фильма исполняет романс «Жалобно стонет ветер осенний».

## В ролях
- Мара Гри

## Съёмочная группа
- Автор сценария: Григорий Александров, Сергей Эйзенштейн
- Режиссёр: Григорий Александров, Сергей Эйзенштейн
- Оператор: Эдуард Тиссэ
- Художник: Лазарь Меерсон
- Композитор: Алексей Архангельский
- Монтаж: Григорий Александров, Сергей Эйзенштейн, Леонид Азарх
- Продюсер: Леонард Розенталь
- Исполнительный продюсер: Семен Шифрин
- Ассистент режиссёра: Борис Ингстер
- Заведующий звуковой частью: инженер Г. Лампен
- Заведующий музыкальной частью: проф. Михаил Левин
- Прокат: «Pathe-Nathan» (Франция); «Tobis-Klangfilm» (Германия и Европа).

## История создания
Во время зарубежной командировки во Францию Эйзенштейна познакомили с предпринимателем Леонардом Розенталем, который предложил режиссёру снять фильм, пообещав его профинансировать с условием, что главную роль исполнит Мара Гри, предмет влюблённости богача.
Луис Бунюэль, страстно желавший увидеть снятый во Франции фильм Эйзенштейна, был сильно разочарован этим опусом. При личной встрече Эйзенштейн пытался оправдаться, утверждая, что это работа его ученика Александрова, которому он, подписавшись в качестве сорежиссёра, хотел лишь помочь получить постановку. Однако позднее Бунюэль заверял, что «сам видел Эйзенштейна на киностудии в Монтре, где он снимал лебедей!»
Для Эйзенштейна фильм был интересен с двух точек зрения — финансовой и экспериментальной, предоставив первый опыт работы со звуком.
По мнению историка кино Рашита Янгирова, эта история стала ключевым эпизодом всей командировки, во многом предопределив развитие и результаты заграничной поездки советских кинематографистов.